# Grammy Awards de 2025
A 67.ª cerimônia anual do Grammy Awards (no original em inglês: 67th Annual Grammy Awards) foi realizada em 2 de fevereiro de 2025, na Crypto.com Arena, em Los Angeles, Califórnia, nos Estados Unidos. Reconheceu as melhores gravações, composições e artistas do ano de elegibilidade, de 16 de setembro de 2023 a 30 de agosto de 2024, conforme determinado pelos membros da Academia de Gravação. A cerimônia foi transmitida na CBS e estava disponível para streaming na Paramount+. O comediante sul-africano Trevor Noah foi o apresentador da cerimônia pela quinta vez consecutiva.
As indicações foram anunciadas em 8 de novembro de 2024. Beyoncé liderou com 11 indicações, tornando-se a artista mais indicada na história do Grammy. O mais premiado da noite foi Kendrick Lamar, vencendo cinco categorias com "Not Like Us", incluindo Gravação do Ano e Canção do Ano. Beyoncé venceu Álbum do Ano por Cowboy Carter. Ela se tornou a primeira mulher negra a ganhar a categoria desde Lauryn Hill em 1999. Chappell Roan venceu Artista Revelação.

## Antecedentes
Para a cerimônia de 2025, a Academia de Gravação anunciou diversas alterações nas categorias e atualizações nas regras de elegibilidade. Pela primeira vez em quatro anos, nenhuma nova categoria foi introduzida. Em uma carta aos 12 mil membros votantes da Academia, o diretor-executivo (CEO) Harvey Mason Jr. os incentivou a votar com "propósito, intenção e integridade", evitando "preconceitos, ressentimentos ou votos desatentos".
Foram realizadas discussões para decidir entre adiar a cerimônia e todos os seus eventos relacionados ou transformar a transmissão em uma campanha de arrecadação de fundos, devido à série de incêndios florestais que atingem o sul da Califórnia. Em uma declaração conjunta, Mason Jr. e Tammy Hurt, presidente do conselho de curadores da Academia, confirmaram que a cerimônia ocorreria conforme o planejado, "em estreita coordenação com as autoridades locais, para garantir a segurança pública e o uso responsável dos recursos da região". Esta edição, no entanto, teve um "propósito renovado: arrecadar fundos adicionais para auxiliar nos esforços de combate aos incêndios florestais e honrar a coragem e dedicação dos socorristas que arriscam suas vidas para proteger as nossas".

### Alterações nas categorias
- Melhor Gravação Remixada, Não-Clássica foi transferida do campo de Produção, Engenharia, Composição e Arranjo para o campo Pop e Dance/Eletrônica.
- Melhor Gravação Pop Dance foi renomeada para Melhor Gravação Dance Pop.
- Melhor Álbum de Música Dance/Eletrônica foi renomeada para Melhor Álbum Dance/Eletrônico. Os critérios dessa categoria foram atualizados para exigir que os álbuns contenham pelo menos 50% de faixas de Dance/Eletrônica para serem elegíveis.
- O gênero Conjunto agora será incluído na categoria Melhor Álbum de Raízes Regionais, em vez de Melhor Álbum de Música Mexicana (Incluindo Tejano).
- Melhor Trilha Sonora para Jogos de Videogame e Outras Mídias Interativas passou a exigir que mais de 50% da música de uma gravação elegível seja derivada de novos episódios ou novos conteúdos lançados durante o ano de elegibilidade do Grammy.
- Melhor Canção para Mudança Social, um Prêmio de Mérito Especial, foi renomeado para Prêmio Harry Belafonte de Melhor Canção para Mudança Social. Esse prêmio agora será reconhecido como Prêmio de Mérito do CEO, com finalistas e vencedores escolhidos anualmente por um comitê composto por pares dedicados à “expressão artística, ao ofício da composição e ao poder das canções para promover mudanças sociais”.

### Atualizações nos critérios
- Todos os artistas participantes com menos de 50% do tempo total de execução de um álbum receberão um Certificado de Vencedor em todas as categorias de álbuns por gênero, exceto em Melhor Álbum de Teatro Musical, Campo Geral e categorias de Ofício.
- A taxa anual que empresas de mídia devem pagar para inscrever uma gravação no processo de inscrição online foi aumentada para $180.
- Os critérios de Melhor Performance de R&B Tradicional foram revisados para “representar com mais precisão gravações que incorporam os elementos clássicos do R&B/soul, distinguindo-as das interpretações contemporâneas do gênero”.
- O critério para Melhor Álbum Vocal Pop Tradicional foi ampliado para “acolher mais inscrições da comunidade de teatro musical.” Agora, para serem elegíveis, os álbuns devem ter mais de 75% de performances inéditas, gravadas recentemente.
- O critério para Melhor Álbum de Música Infantil foi atualizado com a exigência que as letras e traduções para o inglês sejam incluídas nas inscrições. O público-alvo foi definido como "de bebês a crianças de até 12 anos."
- As diretrizes para Compositor do Ano, Não-Clássico foram modificadas para permitir uma “representação mais ampla da comunidade de compositores.” O número mínimo de canções em que o compositor é creditado exclusivamente como compositor ou coautor (não como artista principal, participante ou produtor) foi reduzido de cinco para quatro. Além disso, o número máximo de canções em que o compositor também pode ser creditado como artista principal, participante ou em outros papéis aumentou de quatro para cinco.

## Apresentações
| Artista(s)                                                                           | Canção(ões) |
| ------------------------------------------------------------------------------------ | --- |
| Dawes John Legend Sheryl Crow Brad Paisley Brittany Howard St. Vincent               | Tributo a Los Angeles: "I Love L.A."                                                                                                 |
| Billie Eilish Finneas O'Connell                                                      | "Birds of a Feather" |
| Sabrina Carpenter                                                                    | "Espresso" Please Please Please" |
| Chappell Roan                                                                        | "Pink Pony Club" |
| Khruangbin                                                                           | "May Ninth" |
| Benson Boone                                                                         | "Beautiful Things" |
| Doechii                                                                              | "Catfish" "Denial Is a River" |
| Teddy Swims                                                                          | "Lose Control" |
| Shaboozey                                                                            | "Good News" "A Bar Song (Tipsy)" |
| Raye                                                                                 | "Oscar Winning Tears" |
| Bruno Mars Lady Gaga                                                                 | Tributo a Los Angeles: "California Dreamin"                                                                                          |
| The Weeknd Playboi Carti                                                             | "Cry for Me" "Timeless" |
| Jacob Collier Cynthia Erivo Herbie Hancock Janelle Monáe Lainey Wilson Stevie Wonder | Tributo a Quincy Jones: "Fly Me to the Moon" "Let the Good Times Roll" "Bluesette" We Are the World" Don't Stop 'Til You Get Enough" |
| Chris Martin Grace Bowers                                                            | In Memoriam: "All My Love" |
| Shakira                                                                              | "Ojos así" Shakira: Bzrp Music Sessions, Vol. 53"                                                                                    |
| Charli xcx                                                                           | "Von Dutch" "Guess" |

## Apresentadores
Trevor Noah foi anunciado como apresentador da cerimônia principal em 21 de janeiro de 2025. Justin Tranter foi anunciado como apresentador da pré-cerimônia com Rhiannon Giddens, Anoushka Shankar, Jimmy Jam, Scott Hoying, Bob Clearmountain, Queen Sheba e Wayne Brady em 29 de janeiro.
| Nome(s)                                                                     | Papel                                            |
| Cerimônia principal                                                         | Cerimônia principal                              |
| --------------------------------------------------------------------------- | ------------------------------------------------ |
| Cardi B                                                                     | Apresentou Melhor Álbum de Rap                   |
| Anthony Kiedis e Chad Smith                                                 | Apresentaram Melhor Álbum Vocal de Pop           |
| Olivia Rodrigo                                                              | Introduziu a apresentação de Chappell Roan       |
| Taylor Swift                                                                | Apresentou Melhor Álbum Country                  |
| Victoria Monét                                                              | Apresentou Artista Revelação                     |
| Harvey Mason Jr.                                                            | Introduziu a apresentação de The Weeknd          |
| Jennifer Lopez                                                              | Apresentou Melhor Álbum de Pop Latino            |
| Will Smith                                                                  | Introduziu o tributo a Quincy Jones              |
| SZA                                                                         | Apresentou Melhor Performance de Dupla/Grupo Pop |
| Miley Cyrus                                                                 | Apresentou Gravação do Ano                       |
| Gloria Estefan                                                              | Introduziu a apresentação de Shakira             |
| Queen Latifah                                                               | Introduziu o Dr. Dre Global Impact Award         |
| Diana Ross                                                                  | Apresentou Canção do Ano                         |
| Anthony Marrone e bombeiros do Corpo de Bombeiros do Condado de Los Angeles | Apresentaram Álbum do Ano                        |

## Vencedores e indicados
As indicações foram anunciadas em 8 de novembro de 2024, em uma transmissão ao vivo apresentada por Brandy Clark, Kirk Franklin, David Frost, Robert Gordon, Kylie Minogue, Victoria Monét, Gaby Moreno, Deanie Parker, Ben Platt, Mark Ronson, Hayley Williams, Jim Gaffigan, Gayle King e Harvey Mason Jr.. Beyoncé liderou com 11 indicações. Ela é seguida por Charli xcx, Billie Eilish, Kendrick Lamar e Post Malone, cada um com sete indicações, enquanto Sabrina Carpenter, Chappell Roan e Taylor Swift receberam seis cada. Depois de receberem uma indicação adicional como diretores de arte, o número de indicações de Charli xcx e Malone aumentou de sete para oito. Com um total de 99 indicações ao longo de sua carreira, Beyoncé se tornou a artista mais indicada da história do Grammy, superando o recorde que antes compartilhava com seu marido, Jay-Z.
Beyoncé também quebrou o recorde de indicações em um único ano para uma artista feminina. Anteriormente, ela compartilhava o recorde com Lauryn Hill, que recebeu 10 indicações na cerimônia de 1999, e igualou o próprio feito em 2010. Swift se tornou a primeira mulher a receber sete indicações na categoria Álbum do Ano, com The Tortured Poets Department. "Now and Then", dos The Beatles, se tornou a primeira canção produzida com auxílio de inteligência artificial a ser indicada ao Grammy. Aos 100 anos, o ex-presidente dos Estados Unidos Jimmy Carter se tornou o indicado mais velho da história, indicado na categoria Melhor Audiolivro, Narração e Gravação de Histórias. Funk Generation, de Anitta, se tornou o primeiro álbum de funk carioca a receber uma indicação ao Grammy.
Kendrick Lamar foi o mais premiado da cerimônia. Sua canção "Not Like Us" venceu todas as cinco categorias em que foi indicada, tornando-se a canção de rap mais premiada na história do Grammy. Vencendo Gravação do Ano e Canção do Ano, Lamar se tornou o segundo artista de rap a ganhar ambas as categorias, após Childish Gambino em 2019. Ele é seguido por Sierra Ferrell, que venceu todas as quatro categorias de raízes americanas em que foi indicada. Beyoncé venceu três categorias, incluindo Álbum do Ano e Melhor Álbum Country por Cowboy Carter. Ela se tornou a primeira artista negra a vencer Melhor Álbum Country e a primeira mulher negra a ganhar Álbum do Ano desde Hill em 1999. Charli xcx e St. Vincent também venceram três categorias.
Os vencedores estão listados em primeiro e destacados em negrito.

### Geral
| Gravação do Ano - "Not Like Us" − Kendrick Lamar - "Now and Then" − The Beatles - "Espresso" − Sabrina Carpenter - "360" − Charli xcx - "Birds of a Feather" − Billie Eilish - "Good Luck, Babe!" − Chappell Roan - "Fortnight" − Taylor Swift com part. de Post Malone - "Texas Hold 'Em" − Beyoncé                                        | Álbum do Ano - Cowboy Carter – Beyoncé - New Blue Sun − André 3000 - Short n' Sweet − Sabrina Carpenter - Brat − Charli xcx - Djesse Vol. 4 − Jacob Collier - Hit Me Hard and Soft − Billie Eilish - The Rise and Fall of a Midwest Princess − Chappell Roan - The Tortured Poets Department − Taylor Swift |
| Canção do Ano - "Not Like Us" − Kendrick Lamar - "A Bar Song (Tipsy)" – Shaboozey - "Birds of a Feather" − Billie Eilish - "Die with a Smile" − Lady Gaga e Bruno Mars - "Fortnight" − Taylor Swift com part. de Post Malone - "Good Luck, Babe!" − Chappell Roan - "Please Please Please" – Sabrina Carpenter - "Texas Hold 'Em" − Beyoncé | Artista Revelação - Chappell Roan - Benson Boone - Sabrina Carpenter - Doechii - Khruangbin - Raye - Shaboozey - Teddy Swims |
| Produtor do Ano, Não Clássico - Daniel Nigro - Alissia - Dernst "D'Mile" Emile II - Ian Fitchuk - Mustard | Compositor do Ano, Não Clássico - Amy Allen - Jessi Alexander - Edgar Barrera - Jessie Jo Dillon - Raye |

### Música pop e dance/eletrônica
| Melhor Performance Solo de Pop - "Espresso" − Sabrina Carpenter - "Bodyguard" − Beyoncé - "Apple" − Charli xcx - "Birds of a Feather" − Billie Eilish - "Good Luck, Babe!" − Chappell Roan                                                        | Melhor Performance de Dupla/Grupo Pop - "Die with a Smile" − Lady Gaga e Bruno Mars - "Us" − Gracie Abrams com part. de Taylor Swift - "Levii's Jeans" − Beyoncé com part. de Post Malone - "Guess" − Charli xcx e Billie Eilish - "The Boy Is Mine" − Ariana Grande, Brandy e Monica |
| Melhor Álbum Vocal de Pop - Short n' Sweet − Sabrina Carpenter - Hit Me Hard and Soft − Billie Eilish - Eternal Sunshine − Ariana Grande - The Rise and Fall of a Midwest Princess − Chappell Roan - The Tortured Poets Department − Taylor Swift | Melhor Gravação Dance/Eletrônica - "Neverender" – Justice e Tame Impala - "She's Gone, Dance On" – Disclosure - "Loved" – Four Tet - "Leavemealone" – Fred Again e Baby Keem - "Witchy" – Kaytranada com part. de Childish Gambino                                                    |
| Melhor Gravação de Pop Dance - "Von Dutch" − Charli xcx - "Make You Mine" − Madison Beer - "L'Amour de Ma Vie (Over Now Extended Edit)" − Billie Eilish - "Yes, And?" − Ariana Grande - "Got Me Started" − Troye Sivan                            | Melhor Álbum Dance/Eletrônico - Brat − Charli xcx - Three − Four Tet - Hyperdrama − Justice - Timeless − Kaytranada - Telos − Zedd |

### Rock, metal e música alternativa
| Melhor Performance de Rock - "Now and Then" – The Beatles - "Beautiful People (Stay High)" – The Black Keys - "The American Dream Is Killing Me" – Green Day - "Gift Horse" – Idles - "Dark Matter" – Pearl Jam - "Broken Man" – St. Vincent | Melhor Performance de Metal - "Mea Culpa (Ah! Ça ira!)" – Gojira, Marina Viotti e Victor Le Masne - "Crown of Horns" – Judas Priest - "Suffocate" – Knocked Loose com part. de Poppy - "Screaming Suicide" – Metallica - "Cellar Door" – Spiritbox |
| Melhor Canção de Rock - "Broken Man" – St. Vincent - "Beautiful People (Stay High)" – The Black Keys - "Dark Matter" – Pearl Jam - "Dilemma" – Green Day - "Gift Horse" – Idles                                                              | Melhor Álbum de Rock - Hackney Diamonds – The Rolling Stones - Happiness Bastards – The Black Crowes - Romance – Fontaines D.C. - Saviors – Green Day - Tangk – Idles - Dark Matter – Pearl Jam - No Name – Jack White                             |
| Melhor Performance de Música Alternativa - "Flea" – St. Vincent - "Neon Pill" – Cage The Elephant - "Song of the Lake" – Nick Cave e The Bad Seeds - "Starburster" – Fontaines D.C. - "Bye Bye" – Kim Gordon                                 | Melhor Álbum de Música Alternativa - All Born Screaming – St. Vincent - Wild God – Nick Cave e The Bad Seeds - Charm – Clairo - The Collective – Kim Gordon - What Now – Brittany Howard                                                           |

### R&B, rap e poesia falada
| Melhor Performance de R&B - "Made For Me (Live on BET)" – Muni Long - "Guidance" – Jhené Aiko - "Residuals" – Chris Brown - "Here We Go (Uh Oh)" – Coco Jones - "Saturn" – SZA | Melhor Performance de R&B Tradicional - "That's You" – Lucky Daye - "Wet" – Marsha Ambrosius - "Can I Have This Groove" – Kenyon Dixon - "No Lie" – Lalah Hathaway com part. de Michael McDonald - "Make Me Forget" – Muni Long |
| Melhor Canção de R&B - "Saturn" – SZA - "After Hours" – Kehlani - "Burning" – Tems - "Here We Go (Uh Oh)" – Coco Jones - "Ruined Me" – Muni Long | Melhor Álbum de R&B Progressivo - So Glad to Know You – AverySunshine - Why Lawd? – NxWorries (Anderson .Paak e Knxwledge) - En Route – Durand Bernarr - Bando Stone & the New World – Childish Gambino - Crash – Kehlani |
| Melhor Álbum de R&B - 11:11 (Deluxe) – Chris Brown - Vantablack – Lalah Hathaway - Revenge – Muni Long - Algorithm – Lucky Daye - Coming Home – Usher | Melhor Performance de Rap - "Not Like Us" – Kendrick Lamar - "Enough (Miami)" – Cardi B - "When The Sun Shines Again" – Common & Pete Rock com part. de Posdnuos - "Nissan Altima" – Doechii - "Houdini" – Eminem - "Like That" – Future, Metro Boomin e Kendrick Lamar - "Yeah Glo!" – Glorilla                                                              |
| Melhor Performance de Rap Melódico - "3:AM" – Rapsody com part. de Erykah Badu - "Kehlani" – Jordan Adetunji com part. de Kehlani - "Spaghettii" – Beyoncé com part. de Linda Martell e Shaboozey - "We Still Don't Trust You" – Future, Metro Boomin e The Weeknd - "Big Mama" – Latto | Melhor Canção de Rap - "Not Like Us" – Kendrick Lamar - "Asteroids" – Rapsody com part. de Hit-Boy - "Carnival" – ¥$ (Kanye West e Ty Dolla Sign) com part. de Rich the Kid e Playboi Carti - "Like That" – Future e Metro Boomin com part. de Kendrick Lamar - "Yeah Glo!" – Glorilla                                                                        |
| Melhor Álbum de Rap - Alligator Bites Never Heal – Doechii - Might Delete Later – J. Cole - The Auditorium, Vol. 1 – Common e Pete Rock - The Death of Slim Shady (Coup de Grâce) – Eminem - We Don't Trust You – Future e Metro Boomin                                                 | Melhor Álbum de Poesia Falada - The Heart, The Mind, The Soul – Tank and the Bangas - Civil Writes: The South Got Something to Say – Queen Sheba - Concrete & Whiskey Act II Part 1: A Bourbon 30 Series – Omari Hardwick - Good M.U.S.I.C. Universe Sonic Sinema Episode 1: In the Beginning Was the Word – Malik Yusef - The Seven Number Ones – Mad Skillz |

### Jazz, pop tradicional, instrumental contemporâneo e teatro musical
| Melhor Performance de Jazz - "Twinkle Twinkle Little Me" – Samara Joy com part. de Sullivan Fortner - "Walk With Me, Lord (Sound \| Spirit)" – The Baylor Project - "Phoenix Reimagined (Live)" – Lakecia Benjamin com part. de Randy Brecker, Jeff "Tain" Watts e John Scofield - "Juno" – Chick Corea e Béla Fleck - "Little Fears" – Dan Pugach Big Band com part. de Nicole Zuraitis e Troy Roberts                   | Melhor Álbum Vocal de Jazz - A Joyful Holiday – Samara Joy - Journey in Black – Christie Dashiell - Wildflowers Vol. 1 – Kurt Elling e Sullivan Fortner - Milton + Esperanza – Milton Nascimento e Esperanza Spalding - My Ideal – Catherine Russell e Sean Mason                                                                          |
| Melhor Álbum Instrumental de Jazz - Remembrance – Chick Corea e Béla Fleck - Owl Song – Ambrose Akinmusire com part. de Bill Frisell e Herlin Riley - Beyond This Place – Kenny Barron feat. Kiyoshi Kitagawa, Johnathan Blake, Immanuel Wilkins e Steve Nelson - Phoenix Reimagined (Live) – Lakecia Benjamin - Solo Game – Sullivan Fortner                                                                             | Melhor Álbum em Grande Conjunto de Jazz - Bianca Reimagined: Music for Paws and Persistence – Dan Pugach Big Band - Returning to Forever – John Beasley e Frankfurt Radio Big Band - And So It Goes – The Clayton-Hamilton Jazz Orchestra - Walk a Mile in My Shoe – Orrin Evans e The Captain Black Big Band - Golden City – Miguel Zenón |
| Melhor Álbum de Jazz Latino - Cubop Lives! – Zaccai Curtis - Spain Forever Again – Michel Camilo e Tomatito - Collab – Hamilton de Holanda e Gonzalo Rubalcaba - Time and Again – Eliane Elias - El Trio: Live in Italy – Horacio "El Negro" Hernández, John Beasley e José Gola - Cuba and Beyond – Chucho Valdés e Royal Quartet - As I Travel – Donald Vega com part. de Lewis Nash, John Patitucci e Luisito Quintero | Melhor Álbum de Jazz Alternativo - No More Water: The Gospel of James Baldwin – Meshell Ndegeocello - Night Reign – Arooj Aftab - New Blue Sun – André 3000 - Code Derivation – Robert Glasper - Foreverland – Keyon Harrold |
| Melhor Álbum Vocal de Pop Tradicional - Visions – Norah Jones - À Fleur De Peau – Cyrille Aimée - Good Together – Lake Street Dive - Impossible Dream – Aaron Lazar - Christmas Wish – Gregory Porter | Melhor Álbum Instrumental Contemporâneo - Plot Armor – Taylor Eigsti - Rhapsody in Blue – Béla Fleck - Orchestras (Live) – Bill Frisell com part. de Alexander Hanson, Brussels Philharmonic, Rudy Royston e Thomas Morgan - Mark – Mark Guiliana - Speak to Me – Julian Lage                                                              |
| Melhor Álbum de Teatro Musical - Hell's Kitchen – Original Broadway Cast - Merrily We Roll Along – New Broadway Cast - The Notebook – Original Broadway Cast - The Outsiders – Original Broadway Cast - Suffs – 2024 Broadway Cast Recording | |

### Country e raízes americanas
| Melhor Performance Solo de Country - "It Takes a Woman" – Chris Stapleton - "16 Carriages" – Beyoncé - "I Am Not Okay" – Jelly Roll - "The Architect" – Kacey Musgraves - "A Bar Song (Tipsy)" – Shaboozey | Melhor Performance de Dupla/Grupo Country - "II Most Wanted" – Beyoncé e Miley Cyrus - "Cowboys Cry Too" – Kelsea Ballerini and Noah Kahan - "Break Mine" – Brothers Osborne - "Bigger Houses" – Dan + Shay - "I Had Some Help" – Post Malone com part. de Morgan Wallen                |
| Melhor Canção Country - "The Architect – Kacey Musgraves - "A Bar Song (Tipsy)" – Shaboozey - "I Am Not Okay" – Jelly Roll - "I Had Some Help" – Post Malone com part. de Morgan Wallen - "Texas Hold 'Em" – Beyoncé | Melhor Álbum Country - Cowboy Carter – Beyoncé - F-1 Trillion – Post Malone - Deeper Well – Kacey Musgraves - Higher – Chris Stapleton - Whirlwind – Lainey Wilson |
| Melhor Performance de Raízes Americanas - "Lighthouse" – Sierra Ferrell - "Blame It on Eve" – Shemekia Copeland - "Nothing in Rambling" – The Fabulous Thunderbirds com part. de Bonnie Raitt, Keb’ Mo’, Taj Mahal & Mick Fleetwood - "The Ballad of Sally Anne" – Rhiannon Giddens | Melhor Performance de Americana - "American Dreaming" – Sierra Ferrell - "Ya Ya" – Beyoncé - "Subtitles" – Madison Cunningham - "Don't Do Me Good" – Madi Diaz com part. de Kacey Musgraves - "Runaway Train – Sarah Jarosz - "Empty Trainload of Sky" – Gillian Welch e David Rawlings |
| Melhor Canção de Raízes Americanas - "American Dreaming" – Sierra Ferrell - "Ahead of the Game" – Iron & Wine com part. de Fiona Apple - "All My Friends" – Aoife O'Donovan - "Blame It on Eve" – Shemekia Copeland | Melhor Álbum de Americana - Trail of Flowers – Sierra Ferrell - The Other Side – T Bone Burnett - $10 Cowboy – Charley Crockett - Polaroid Lovers – Sarah Jarosz - No One Gets Out Alive – Maggie Rose - Tigers Blood – Waxahatchee                                                     |
| Melhor Álbum de Bluegrass - Live Vol. 1 – Billy Strings - I Built a World – Bronwyn Keith-Hynes - Songs of Love and Life – The Del McCoury Band - No Fear – Sister Sadie - Earl Jam – Tony Trischka - Dan Tyminski: Live from the Ryman – Dan Tyminski | Melhor Álbum de Blues Tradicional - Swingin Live at The Church in Tulsa – The Taj Mahal Sextet - Hill Country Love – Cedric Burnside - Struck Down – The Fabulous Thunderbirds - One Guitar Woman – Sue Foley - Sam's Place – Little Feat                                               |
| Melhor Álbum de Blues Contemporâneo - Mileage – Ruthie Foster - Blues Deluxe Vol. 2 – Joe Bonamassa - Blame It On Eve – Shemekia Copeland - Friendlytown – Steve Cropper e The Midnight Hour - The Fury – Antonio Vergara | Melhor Álbum de Folk - Woodland – Gillian Welch e David Rawlings - American Patchwork Quartet – American Patchwork Quartet - Weird Faith – Madi Diaz - Bright Future – Adrianne Lenker - All My Friends – Aoife O'Donovan                                                               |
| Melhor Álbum de Música de Raízes Regional - Kuini – Kalani Pe'a - 25 Back to My Roots – Sean Ardoin e Kreole Rock and Soul - Live at the 2024 New Orleans Jazz & Heritage Festival – Big Chief Monk Boudreaux e The Golden Eagles com part. de J'Wan Boudreaux - Live at the 2024 New Orleans Jazz & Heritage Festival – New Breed Brass Band com part. de Trombone Shorty - Stories from The Battlefield – The Rumble com part. de Chief Joseph Boudreaux Jr. | |

### Música gospel e cristã contemporânea
| Melhor Performance/Canção de Gospel - "One Hallelujah" – Tasha Cobbs Leonard, Erica Campbell & Israel Houghton com part. de Jonathan McReynolds & Jekalyn Carr - "Church Doors" – Yolanda Adams - "Hold On (Live)" – Ricky Dillard - "Holy Hands" – DOE - Yesterday" – Melvin Crispell III | Melhor Performance/Canção de Música Cristã Contemporânea - "That My King" – CeCe Winans - "Firm Foundation (He Won't)" – Honor & Glory com part. de Disciple - "Holy Forever (Live)" – Bethel Music & Jenn Johnson com part. de CeCe Winans - "In The Name Of Jesus" – JWLKRS Worship & Maverick City Music com part. de Chandler Moore - "In The Room" – Maverick City Music, Naomi Raine & Chandler Moore com part. de Tasha Cobbs Leonard - "Praise" – Elevation Worship com part. de Brandon Lake, Chris Brown & Chandler Moore |
| Melhor Álbum Gospel - More Than This – CeCe Winans - Choirmaster II (Live) – Ricky Dillard - Covered Vol. 1 – Melvin Crispell III - Father's Day – Kirk Franklin - Still Karen – Karen Clark Sheard                                                                                        | Melhor Álbum de Música Cristã Contemporânea - Heart of a Human – DOE - Coat of Many Colors – Brandon Lake - Child of God – Forrest Frank - The Maverick Way Complete – Maverick City Music, Naomi Raine & Chandler Moore - When Wind Meets Fire – Elevation Worship |
| Melhor Álbum de Gospel Raiz - Church – Cory Henry - Loving You – The Nelons - Rhapsody – The Harlem Gospel Travelers - The Gospel According To Mark – Mark D. Conklin - The Gospel Sessions, Vol 2 – Authentic Unlimited                                                                   | |

### Música latina, global, reggae e new age, ambiente ou chant
| Melhor Álbum de Pop Latino - Las Mujeres Ya No Lloran – Shakira - Funk Generation – Anitta - El Viaje – Luis Fonsi - García – Kany García - Orquídeas – Kali Uchis                                                                            | Melhor Álbum de Música Urbana - Las Letras Ya No Importan – Residente - Nadie Sabe Lo Que Va a Pasar Mañana – Bad Bunny - Rayo – J Balvin - Ferxxocalipsis – Feid - Att. – Young Miko | |
| Melhor Álbum de Rock Latino ou Música Alternativa - ¿Quién Trae las Cornetas? – Rawayana - Compita del Destino – El David Aguilar - Pa' Tu Cuerpa – Cimafunk - Autopoiética – Mon Laferte - Grasa – Nathy Peluso                              | Melhor Álbum de Música Regional Mexicana (incluindo Tejano) - Boca Chueca, Vol. 1 – Carín León - Diamantes – Chiquis - Éxodo – Peso Pluma - De Lejitos – Jessi Uribe | |
| Melhor Álbum Latino de Música Tropical - Alma, Corazón y Salsa (Live at Gran Teatro Nacional) – Tony Succar e Mimy Succar - Bailar – Sheila E. - Radio Güira – Juan Luis Guerra - Muevense – Marc Anthony - Vacilón Santiaguero – Kiki Valera | Melhor Performance de Música Global - "Bemba Colorá" – Sheila E. com part. de Gloria Estefan e Mimy Succar - "A Rock Somewhere" – Jacob Collier com part. de Anoushka Shankar e Varijashree Venugopal - "Rise" – Rocky Dawuni - "Raat Ki Rani" – Arooj Aftab - "Sunlight to My Soul" – Angélique Kidjo com part. de Soweto Gospel Choir - "Kashira" – Masa Takumi com part. de Ron Korb, Noshir Mody e Dale Edward Chung | |
| Melhor Performance de Música Africana - "Love Me JeJe" – Tems - "Tomorrow" – Yemi Alade - "MMS" – Asake & Wizkid - "Sensational" – Chris Brown com part. de Davido e Lojay - "Higher" – Burna Boy                                             | Melhor Álbum de Música Global - Alkebulan II – Matt B com part. de Orquestra Filarmônica Real - Paisajes – Ciro Hurtado - Heis – Rema - Historias De Un Flamenco – Antonio Rey - Born in the Wild – Tems | |
| Melhor Álbum de Reggae - Bob Marley: One Love - Music Inspired By The Film (Deluxe) – Vários artistas - Party With Me – Vybz Kartel - Never Gets Late Here – Shenseea - Take It Easy – Collie Buddz - Evolution – The Wailers                 | Melhor Álbum de New Age, Ambiente ou Chant - Triveni – Wouter Kellerman, Éru Matsumoto e Chandrika Tandon - Chapter II: How Dark It Is Before Dawn – Anoushka Shankar - Opus – Ryuichi Sakamoto - Break of Dawn – Ricky Kej - Visions Of Sounds De Luxe – Chris Redding - Warriors Of Light – Radhika Vekaria | Melhor Álbum de New Age, Ambiente ou Chant - Triveni – Wouter Kellerman, Éru Matsumoto e Chandrika Tandon - Chapter II: How Dark It Is Before Dawn – Anoushka Shankar - Opus – Ryuichi Sakamoto - Break of Dawn – Ricky Kej - Visions Of Sounds De Luxe – Chris Redding - Warriors Of Light – Radhika Vekaria |

### Infantil, comédia, narração de audiolivros e contação de histórias, mídia visual e vídeo musical/filme
| Melhor Álbum Infantil - Brillo, Brillo! – Lucky Diaz and the Family Jam Band - Creciendo – Lucy Kalantari e The Jazz Cats - My Favorite Dream – John Legend - Solid Rock Revival – Rock for Children - World Wide Playdate – Divinity Roxx e Divi Roxx Kids | Melhor Álbum de Comédia - The Dreamer – Dave Chappelle - Armageddon – Ricky Gervais - The Prisoner – Jim Gaffigan - Someday You'll Die – Nikki Glaser - Where Was I – Trevor Noah |
| Melhor Audiolivro, Narração e Gravação de Histórias - Last Sunday in Plains: A Centennial Celebration – Jimmy Carter - All You Need Is Love: The Beatles In Their Own Words – Guy Oldfield - ...And Your Ass Will Follow – George Clinton - Behind the Seams: My Life in Rhinestones – Dolly Parton - My Name Is Barbra – Barbra Streisand                                                                       | Melhor Compilação de Trilha Sonora para Mídia Visual - Maestro: Music by Leonard Bernstein – London Symphony Orchestra, Yannick Nézet-Séguin e Bradley Cooper - The Color Purple – Vários artistas - Deadpool & Wolverine – Vários artistas - Saltburn – Vários artistas - Twisters: The Album – Vários artistas |
| Melhor Trilha Sonora para Mídia Visual - Dune: Part Two – Hans Zimmer - American Fiction – Laura Karpman - Challengers – Trent Reznor e Atticus Ross - The Color Purple – Kris Bowers - Shōgun – Nick Chuba, Atticus Ross e Leopold Ross | Melhor Trilha Sonora para Videogames e Outras Mídias Interativas - Wizardry: Proving Grounds of the Mad Overlord – Winifred Phillips - Avatar: Frontiers of Pandora – Pinar Toprak - God of War Ragnarök: Valhalla – Bear McCreary - Marvel's Spider-Man 2 – John Paesano - Star Wars Outlaws – Wilbert Roget II |
| Melhor Canção Escrita para Mídia Visual - "It Never Went Away" (de American Symphony) – Jon Batiste - "Ain't No Love In Oklahoma" (de Twisters) – Luke Combs - "Better Place" (de Trolls Band Together) – 'N Sync e Justin Timberlake - "Can't Catch Me Now" (de The Hunger Games: The Ballad of Songbirds and Snakes) – Olivia Rodrigo - "Love Will Survive" (de The Tattooist of Auschwitz) – Barbra Streisand | Melhor Vídeo Musical - "Not Like Us" – Kendrick Lamar - "Tailor Swif" – ASAP Rocky - "360" – Charli xcx - "Houdini" – Eminem - "Fortnight" – Taylor Swift com part. de Post Malone |
| Melhor Filme Musical - American Symphony – Jon Batiste - June – June Carter - Kings From Queens – Run-D.M.C. - Stevie Van Zandt: Disciple – Steven Van Zandt - The Greatest Night In Pop – Vários Artistas | |

### Embalagem, encarte e histórico
| Melhor Embalagem de Gravação - Brat – Charli xcx - The Avett Brothers – The Avett Brothers - Baker Hotel – William Clark Green - F-1 Trillion – Post Malone - Hounds of Love (The Baskerville Edition) – Kate Bush) - Jug Band Millionaire – The Muddy Basin Ramblers - Pregnancy, Breakdown, and Disease – iWhoiWhoo                      | Melhor Embalagem de Box ou Edição Especial Limitada - Mind Games – John Lennon - Half Living Things – Alpha Wolf - Hounds of Love (The Boxes Of Lost At Sea) – Kate Bush - In Utero – Nirvana - Unsuk Chin – Unsuk Chin e Berliner Philharmoniker - We Blame Chicago – 90 Day Men |
| Melhor Encarte - Centennial – King Oliver's Creole Jazz Band e vários Artistas - After Midnight – Ford Dabney's Syncopated Orchestras - The Carnegie Hall Concert – Alice Coltrane - John Culshaw – The Art Of The Producer - The Early Years 1948-55 – John Culshaw - SONtrack Original de la Película "Al Son de Beno" – Vários artistas | Melhor Álbum Histórico - Centennial – King Oliver's Creole Jazz Band e vários artistas - Diamonds and Pearls: Super Deluxe Edition – Prince e The New Power Generation - Paul Robeson – Voice of Freedom: His Complete Columbia, RCA, HMV, and Victor Recordings – Paul Robeson - Pepito y Paquito – Pepe de Lucía e Paco de Lucía - The Sound of Music (Original Soundtrack Recording - Super Deluxe Edition) – Rodgers & Hammerstein e Julie Andrews |

### Produção, engenharia, composição e arranjo
| Produtor do Ano, Clássico - Elaine Martone - Erica Brenner - Christoph Franke - Morten Lindberg - Dmitriy Lipay - Dirk Sobotka | Melhor Álbum de Áudio Imersivo - i/o (In-Side Mix) – Peter Gabriel - Avalon – Roxy Music - Genius Loves Company – Ray Charles com vários artistas - Henning Sommerro: Borders – Trondheim Symphony Orchestra - Pax – Ensemble 96 e Current Saxophone Quartet |
| Melhor Composição Instrumental - "Strands" – Akropolis Reed Quintet, Pascal Le Boeuf & Christian Euman - "At Last" – Shelly Berg - "Communion" – Christopher Zuar Orchestra - "I Swear, I Really Wanted to Make a 'Rap' Album but This Is Literally the Way the Wind Blew Me This Time" – André 3000 - "Remembrance" – Chick Corea e Béla Fleck | Melhor Engenharia de Álbum, Clássico - Bruckner: Symphony No. 7; Bates: Resurrexit – Manfred Honeck e Pittsburgh Symphony Orchestra - Adams: Girls Of The Golden West – John Adams, Daniela Mack, Ryan McKinny, Paul Appleby, Hye Jung Lee, Elliot Madore, Julia Bullock, Davóne Tines, Los Angeles Philharmonic e Los Angeles Master Chorale - Andres: The Blind Banister – Andrew Cyr, Inbal Segev e Metropolis Ensemble - Clear Voices In The Dark – Matthew Guard e Skylark Vocal Ensemble - Ortiz: Revolución Diamantina – Gustavo Dudamel, María Dueñas, Los Angeles Philharmonic e Los Angeles Master Chorale |
| Melhor Engenharia de Álbum, Não Clássico - i/o – Peter Gabriel - Algorithm – Lucky Daye - Cyan Blue – Charlotte Day Wilson - Deeper Well – Kacey Musgraves - Empathogen – Willow - Short n' Sweet – Sabrina Carpenter | Melhor Arranjo, Instrumental ou A Cappella - "Bridge Over Troubled Water" – Jacob Collier featuring John Legend e Tori Kelly - "Baby Elephant Walk - Encore" – Snarky Puppy - "Rhapsody In Blue (Grass)" – Béla Fleck featuring Michael Cleveland, Sierra Hull, Justin Moses, Mark Schatz e Bryan Sutton - "Rose Without The Thorns" – Scott Hoying featuring Säje e Tonality - "Silent Night" – Säje |
| Melhor Arranjo, Instrumental e Vocais - "Alma" – Säje Featuring Regina Carter - "Always Come Back" – John Legend - "Big Feelings" – Willow - "Last Surprise (From "Persona 5")" – The 8-Bit Big Band featuring Jonah Nilsson e Button Masher - "The Sound Of Silence" – Cody Fry featuring Sleeping At Last                                     | |

### Música clássica
| Melhor Performance Orquestrada - "Ortiz: Revolución Diamantina" – Orquestra Filarmônica de Los Angeles - "Adams: City Noir, Fearful Symmetries & Lola Montez Does The Spider Dance" – ORF Vienna Radio Symphony Orchestra - "Kodály: Háry János Suite; Summer Evening & Symphony In C Major" – Buffalo Philharmonic Orchestra - "Sibelius: Karelia Suite, Rakastava, & Lemminkäinen" – Helsinki Philharmonic Orchestra - "Stravinsky: The Firebird" – San Francisco Symphony | Melhor Gravação de Ópera - "Saariaho: Adriana Mater" – San Francisco Symphony; San Francisco Symphony Chorus; Timo Kurkikangas - "Adams: Girls Of The Golden West" – Orquestra Filarmônica de Los Angeles; Los Angeles Master Chorale - "Catán: Florencia En El Amazonas" – The Metropolitan Opera Orchestra; The Metropolitan Opera Chorus - "Moravec: The Shining" – Kansas City Symphony; Lyric Opera Of Kansas City Chorus - "Puts: The Hours" – Metropolitan Opera Orchestra; Metropolitan Opera Chorus |
| Melhor Performance Coral - "Ochre" – The Crossing - "Clear Voices In The Dark" – Carrie Cheron, Nathan Hodgson, Helen Karloski & Clare McNamara; Skylark Vocal Ensemble - "A Dream So Bright: Choral Music Of Jake Runestad" – Jeffrey Biegel; True Concord Orchestra; True Concord Voices - "Handel: Israel in Egypt" – Margaret Carpenter Haigh, Daniel Moody, Molly Netter, Jacob Perry & Edward Vogel; Apollo's Fire; Apollo's Singers - "Sheehan: Akathist" – Elizabeth Bates, Paul D'Arcy, Tynan Davis, Aine Hakamatsuka, Steven Hrycelak, Helen Karloski, Enrico Lagasca, Edmund Milly, Fotina Naumenko, Neil Netherly, Timothy Parsons, Stephen Sands, Miriam Sheehan & Pamela Terry; Novus NY; Artefact Ensemble, The Choir Of Trinity Wall Street, Downtown Voices & Trinity Youth Chorus | Melhor Performance de Música de Câmara/Pequeno Grupo - "Rectangles and Circumstance" – Caroline Shaw & Sō Percussion - "Adams, J.L.: Waves & Particles" – JACK Quartet - "Beethoven For Three: Symphony No. 4 and Op. 97, 'Archduke'" – Yo-Yo Ma, Leonidas Kavakos & Emanuel Ax - "Cerrone: Beaufort Scales" – Beth Willer, Christopher Cerrone & Lorelei Ensemble - "Home" – Miró Quartet |
| Melhor Solo Instrumental Clássico - "Bach: Goldberg Variations" – Víkingur Ólafsson - "Akiho: Longing" – Andy Akiho - "Eastman: The Holy Presence Of Joan D'Arc" – Wild Up - "Entourer" – Mak Grgić (Ensemble Dissonance) - "Perry: Concerto For Violin & Orchestra" –Experiential Orchestra | Melhor Solo Vocal Clássico - Beyond The Years - Unpublished Songs Of Florence Price - Karen Slack, soloist; Michelle Cann, pianist - A Change Is Gonna Come - - Nicholas Phan, soloist; Palaver Strings, ensembles - Newman: Bespoke Songs - Fotina Naumenko, soloist; Marika Bournaki, pianist (Nadège Foofat; Julietta Curenton, Colin Davin, Mark Edwards, Nadia Pessoa, Timothy Roberts, Ryan Romine, Akemi Takayama, Karlyn Viña & Garrick Zoeter) - Show Me The Way - Will Liverman, soloist; Jonathan King, pianist - Wagner: Wesendonck Lieder - Joyce DiDonato, soloist; Maxim Emelyanychev, conductor (Il Pomo d'Oro |
| Melhor Compêndio Clássico - Ortiz: Revolución Diamantina - - Gustavo Dudamel, conductor; Dmitriy Lipay, producer - Akiho: BeLonging - - Andy Akiho & Imani Winds; Andy Akiho, Sean Dixon & Mark Dover, producers - American Counterpoints - - Curtis Stewart; James Blachly, conductor; Blanton Alspaugh, producer - Foss: Symphony No. 1; Renaissance Concerto; Three American Pieces; Ode - - JoAnn Falletta, conductor; Bernd Gottinger, producer - Mythologies II - - Sangeeta Kaur, Omar Najmi, Hilá Plitmann, Robert Thies & Danaë Xanthe Vlasse; Michael Shapiro, conductor; Jeff Atmajian, Emilio D. Miler, Hai Nguyen, Robert Thies, Danaë Xanthe Vlasse & Kitt Wakeley, producers | Melhor Composição Clássica Contemporânea - Ortiz: Revolución Diamantina – Gustavo Dudamel,Orquestra Filarmônica de Los Angeles & Los Angeles Master Chorale - Casarrubios: Seven For Solo Cello – Andrea Casarrubios - Coleman: Revelry – Decoda - Lang: Composition As Explanation – Eighth Blackbird - Saariaho: Adriana Mater – Esa-Pekka Salonen, Fleur Barron, Nicholas Phan, Christopher Purves, Axelle Fanyo, San Francisco Symphony Chorus & Orchestra |

## In Memoriam
As seguintes pessoas foram incluídas em uma montagem no segmento "In Memoriam" na cerimônia. Uma lista expandida daqueles que faleceram durante o ano anterior foi divulgada no site do Grammy.
- Liam Payne
- Kris Kristofferson
- Ángela Álvarez
- Steve Albini
- Cissy Houston
- John Mayall
- Dickey Betts
- Angela Bofill
- Joe Bonsall
- Fatman Scoop
- Sandra Crouch
- Richard M. Sherman
- Joe Chambers
- Jack Jones
- Duane Eddy
- Henry "Hank" Cicalo
- Abdul Kareem "Duke" Fakir
- Will Jennings
- Kinky Friedman
- Egidio Cuadrado
- David Sanborn
- Steve Lawrence
- DJ Clark Kent
- Mary Martin
- Sam Moore
- Tito Jackson
- Marianne Faithfull
- Ben Vaughn
- Sérgio Mendes
- Frankie Beverly
- Eric Carmen
- Rich Homie Quan
- Phil Lesh
- Bob Newhart
- Seiji Ozawa
- Ella Jenkins
- Wayne Osmond
- Alfa Anderson
- Richard Perry
- Lani Simmons
- JD Souther
- Roy Haynes
- John Titta
- Rico Wade
- Garth Hudson
- Toby Keith